# Cesarica Kogjoku
Cesarica Kogjoku (皇極天皇 Kogjoku-teno, 594–661), znana tudi kot Cesarica Saimei (斉明天皇 Saimei-teno), je 35. in 37. japonska cesarica v skladu s tradicionalnim dednim nasledstvom.
Kogjoku je vladala med leti 642 in 645. Kot cesarica Saimei je nato ponovno vladala med leti 655 in 661ː
- 642: Zasedba prestola kot Kogjoku-teno
- 645: Kot odziv na atentat na Soga no Iruka v incidentu Iši in v korist svojega brata, ki postane cesar Kotoku, abdicira prestol
- 654: Smrt cesarja Kotokuja, prazen prestol
- 655: Ponovna vlada kot cesarica Saimei-teno
- 661: Saimei vlada do svoje smrti, prestol je ponovno prazen

Dve vladavini ene ženske trajata od 642 do 661.
V japonski zgodovini je bila Kogjoku/Saimei druga od osmih žensk, ki zasedle položaj cesarice regentke. Edina dokazana ženska monarhinja pred Kogjoku/Saimei je bila cesarica Suiko.  po njej so sledile Džito, Genmei, Genšo, Koken/Šotoku, Meišo in Go-Sakuramači.

## Tradicionalna zgodba
Pred nastopom na krizantemin prestol je bilo njeno osebno ime (imina) Takara (宝). Kot cesarica je bilo njeno ime verjetno Ametojo Takara Ikaši Hitaraši hime. Princesa Takara (Takara no mika) je bila pravnukinja cesarja Bidacuja. Postala je cesarica družica svojega strica, cesarja Džomeia. V cesarski zvezi so se rodili trije otrociː
- Princ Naka no Oe (cesar Tendži)
- Princ Oama (cesar Tenmu)
- Princesa Hašihito (cesarica družica cesarju Kotokuju)

### Dogodki tekom vladavine cesarice Kogjoku
V času svoje prve vladavine je klan Soga prevzel nadzor. Njen sin Naka no Oe je načrtoval udar in pred njenim prestolom ubil Soga no Iruka. Cesarica, šokirana zaradi dogodka, je abdicirala.
Njen dejanski naziv je bil verjetno Sumeramikoto ali Amenošita Širošimesu Okimi (治天下大王, »velika kraljica, ki vlada pod nebesi«), saj se naziv teno pojavi šele v času cesarja Tenmuja in cesarice Džito. Lahko da so jo nazivali z Jamato Okimi (ヤマト大王/大君, »velika kraljica Jamata«).
Cesarica Kogjoku je vladala štiri leta. Leta njenega vladanja niso učenjaki povezovali z nobeno ero (nengo). Inovacija obdobja Taika - imenovanje časovnih obdobij nengo - je začela veljati šele med prekratko vladavino njenega brata.
V tem kontekstu nudi prevod Gukanšoja razlago o letih vladavine cesarice Džito, kar zmede občutek jasnosti v časovnem okviru pred obdobjem Taiho: 
»Obdobji, ki padeta v to vladavin, sta: (1) preostalih sedem let Šučoj [(686+7=692?)]; in (2) obdobje Taika, ki je trajalo štiri leta [695-698]. (Prvo leto v tem obdobju je bilo kinoto-hicudži [695].)  ... V tretjem letu obdobja Tajko [697] je cesarica Džito prepustila prestol kronskemu princu.«
Leta vladanja cesarice Kogjoku niso bolj specifično opredeljena z več kot enim imenom obdobja, kar je inovacija Kotokujeve kratke vladavine.

### Dogodki tekom vladavine cesarice Saimei
Po Kotokujevi smrti je bil kronski princ Naka no Oe. Ko je njegova mati ponovno sedla na prestol, je zopet deloval na položaju naslednika in kronskega princa. V tej vlogi je lahko ostal aktiven v japonskem političnem življenju.
V petem letu cesaričine vladavine (leta 660) je bilo korejsko kraljestvo Baekje, ki mu je Japonska pomagala pri ponovni oživitvi dinastije, uničeno. Zgodaj leta 661 je Saimei zapustila prestolnico province Jamato. Želela je voditi ekspedicijo na Korejski polotok. Bivala je v začasni palači Išiju v provinci Ijo, današnji Dogo onsen. Maja je prispela v palačo Asakura na severu province Cukuši na Kjušuju, danes del prefekture Fukuoka. Zavezniški vojski kraljestva Baekje in Japonske sta se pripravljali na vojno proti korejskem kraljestvu Silla, a je cesaričina smrt pokvarila načrte. Leta 661 je umrla v palači Asakura pred odhodom vojske v Korejo. Oktobra so njeno telo pripeljali po morju s Kjušuja v pristanišče Naniva-zu (današnja Osaka); državni pogreb je potekal zgodaj novembra.
Cesarica Saimei je vladala sedem let, strokovnjaki pa jih ne povezujejo z nobeno ero (nengo). Era Tajho je dodala inovacijo imenovanja nengo, ki pa je do vladavine cesarja Monmuja hirala. Vrnil jo je leta 701 s razglasitvijo obdobja Tajho.
Dejanski kraj cesaričinega groba je znan. Prepoznali so ga v grobnici Kengošizuka v vasi Asuka, prefektura Nara. Tradicionalno jo častijo v spominskem šintoističnem svetišču (misasagi) v Nari. Cesarska hiša je posvetila to lokacijo kot njen mavzolej. Uradno se imenuje Oči-no-Okanoe no misasagi.

### Kugjo
Kugjo (公卿) je skupni izraz za peščico najbolj močnih moških, delujočih na dvoru japonskega cesarja v času pred obdobjem Meidži.
Večino časa so to elitno skupino sestavljali samo trije ali štirje možje naenkrat. Njihovo družinsko ozadje in izkušnje so jih pripeljale do vrha družbe. V času vladavine cesarice Kogjoku so organ Dajdžo-kan sestavljaliː
- Sadajdžin (»Minister na levi«)
- Udajdžin (»Minister na desni«)

Del skupine kugjo v času vladavine cesarice Saimei so bili:
- Sadajdžin Kose no Tokoda (巨勢徳太) (593-658), 649-658 [16]
- Udajdžin (ni imenovan)
- Najdajdžin (内臣 »Minister na sredini«), Nakatomi no Kamako (中臣鎌子) (Fudživara no Kamatari, 藤原鎌足) (614-669), 645-669

## V popularni kulturi
Upodobil jo je Kim Min-kjung v televizijski seriji KBS1 2012–2013 Dream of the Emperor (Sanje o cesarju).